# Cœur sauvage
Pour plus de détails, voir Fiche technique et Distribution.
Cœur sauvage (Untamed Heart) est un film américain réalisé par Tony Bill sorti en 1992.

## Synopsis
Caroline est serveuse dans un Diner de Minneapolis. 
Un soir, des clients éméchés qu'elle avait du remettre à leur place la suivent alors qu'elle rentre chez elle. Ils la chahutent un peu pour finir par l'agresser violemment dans un parc. 
Alors qu'elle perd conscience, quelqu'un intervient.
Le lendemain on se rend compte que c'était Adam, le plongeur que tout le monde prend pour un muet un peu simplet.
Commence alors une amitié improbable entre une jeune fille abonnée aux losers et un jeune homme très particulier qui lui voue une passion sans bornes...

## Fiche technique
- Titre original : Untamed Heart
- Réalisation : Tony Bill
- Scénario : Tom Sierchio
- Direction artistique : Jack Ballance
- Décors : Cliff Cunningham
- Costumes : Lynette Bernay
- Photographie : Jost Vacano
- Montage : Mia Goldman
- Musique : Cliff Eidelman
- Production : Helen Buck Bartlett, Tony Bill
- Société de production : Metro-Goldwyn-Mayer
- Société(s) de distribution : Metro-Goldwyn-Mayer
- Pays d’origine :  États-Unis
- Langue originale : Anglais
- Format : Couleurs (Technicolor) - 35 mm - 1,85:1 -  Son Dolby numérique
- Genre : Comédie dramatique
- Dates de sortie :
  -  États-Unis : 12 février 1993
  -  France : 28 juillet 1993

## Distribution
- Christian Slater (V.F. : Philippe Vincent) : Adam
- Marisa Tomei (V.F. : Brigitte Berges) : Caroline
- Rosie Perez : Cindy
- Joe Minjares : Jim, le patron
- John Beasley : le cuistot
- Kyle Secor : Howard
- Willie Garson : Patsy
- James Cada : Bill 1
- Gary Groomes : Bill 2
- Paul Douglas Law : Steven
- Charley Bartlett : Adam enfant
- Claudia Wilkens : mère Camilla
- Pat Clemons : sœur Helen

## Récompenses et distinctions

### Récompenses
- MTV Movie Awards : 
  - Meilleur baiser (Best kiss) : Marisa Tomei et Christian Slater
  - Acteur le plus séduisant  (Most desirable male) : Christian Slater

### Nominations
- New York Film Critics Circle : 
  - Meilleur second rôle féminin (Best supporting actress) : Rosie Perez, 2e place (également nommée pour État second (Fearless)